# Hertshooimineermot
De hertshooimineermot (Fomoria septembrella) is een vlinder uit de familie dwergmineermotten (Nepticulidae). De wetenschappelijke naam van deze soort is voor het eerst voorgesteld door Henry Tibbats Stainton in een publicatie uit 1849.

## Verspreiding
De hertshooimineermot komt voor in groot deel van Europa en in Iran.

## Waardplanten
De rups leeft in en van de bladeren van diverse soorten van de hertshooifamilie (Hypericaceae) waaronder:
- Hypericum maculatum
- Hypericum perforatum
- Hypericum x desetangsii
- Hypericum hirsutum
- Hypericum montanum
- Hypericum tetrapterum
- Hypericum nummularium
- Hypericum erectum
- Hypericum bupleuroides
- Hypericum cerastoides
- Hypericum caprifolium
- Hypericum hircinum
- Hypericum hookerianum
- Hypericum patulum
- Hypericum thymifolium
- Hypericum undulatum
- Hypericum xylosteifolium
- Hypericum kouytchense